# Włodzimierz Kruszyński
Włodzimierz Kruszyński (ur. 15 czerwca 1951 w Poznaniu) – polski szachista, mistrz międzynarodowy od 1982 roku.

## Kariera szachowa
W finale mistrzostw Polski mężczyzn zadebiutował w 1973 r. w Gdyni. Do 1981 r. w finałowych turniejach wystąpił dziewięciokrotnie. Największy sukces osiągnął w 1979 r. w Tarnowie, zajmując III miejsce w stawce 74 zawodników (turniej rozegrano systemem szwajcarskim) i zdobywając brązowy medal.
W 1978 r. podzielił III miejsce w turnieju w Bydgoszczy. W latach 1979 i 1983 dwukrotnie wystąpił w memoriałach Akiby Rubinsteina w Polanicy-Zdroju. Od połowy lat osiemdziesiątych wielokrotnie brał udział w międzynarodowych turniejach rozgrywanych w Niemczech oraz w Skandynawii. W 1995 r. zwyciężył w rozegranym w Kopenhadze turnieju BSF (grupa B). Od 2000 r. nie występuje w klasycznych turniejach szachowych, jedynie sporadycznie w turniejach błyskawicznych oraz szachów szybkich.
Najwyższy ranking w karierze osiągnął 1 lipca 1993 r., z wynikiem 2435 punktów zajmował wówczas 3. miejsce (za Janem Adamskim i Włodzimierzem Schmidtem) wśród polskich szachistów.
Od 1994 r. prowadzi agencję szachową Gambit, zajmującą się sprzedażą (głównie wysyłkową) akcesoriów szachowych.